# Perro majorero
El Perro Majorero es una raza canina española, originaria de la isla de Fuerteventura en el archipiélago canario, donde se le conoce de forma popular como Perro Bardino. Tradicionalmente, se ha utilizado como perro ganadero y especialmente como perro guardián.

## Historia

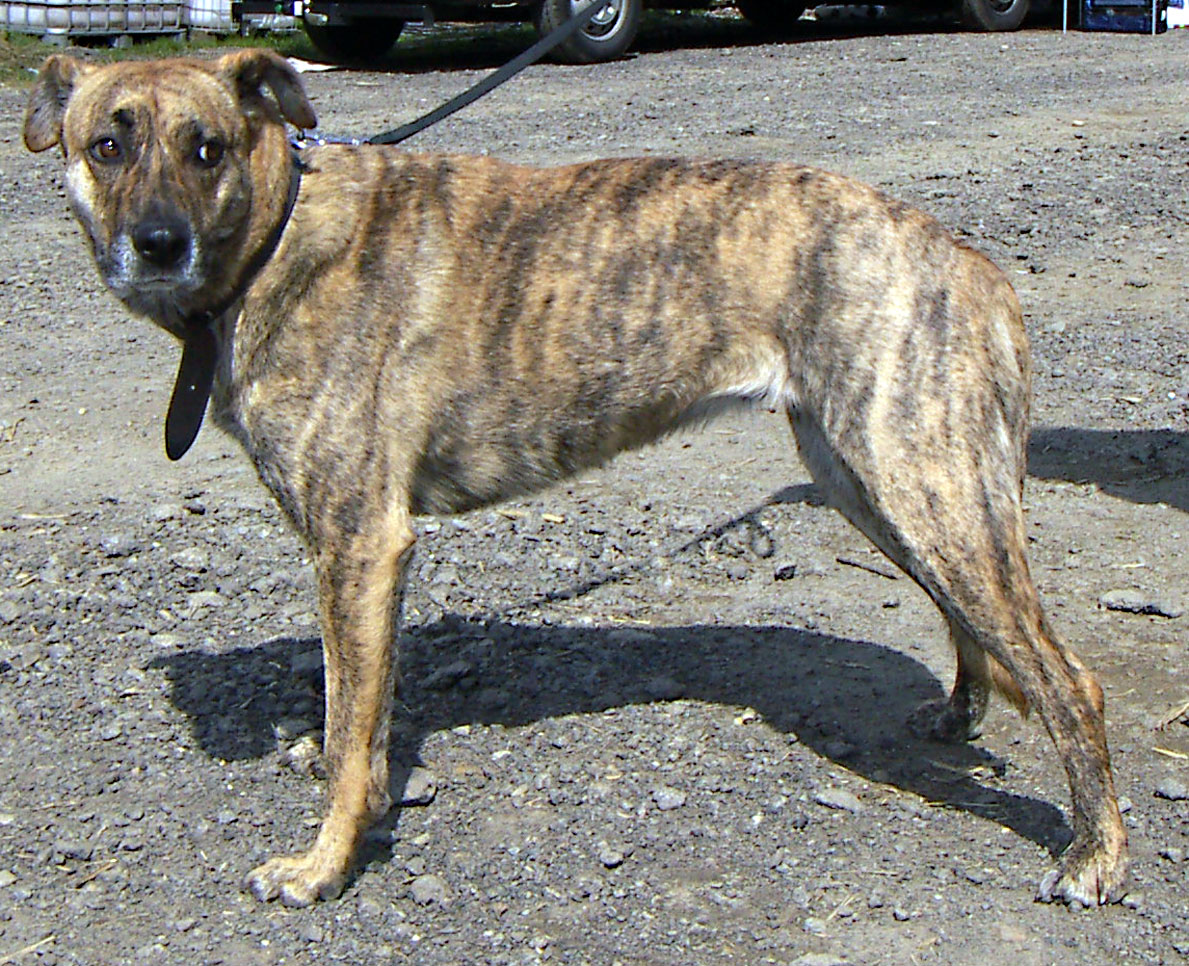
Perro Majorero

En 1979, se celebró en Gran Tarajal, en el municipio de Tuineje, la primera monográfica de la raza aglutinando a criadores, expertos y jueces, siendo el inicio del proceso para el reconocimiento de la raza por parte de la Real Sociedad Canina de España, gracias al trabajo de recuperación y difusión de la raza por parte de la Sociedad Protectora del Bardino (S.P.B.) en la isla majorera. Sin embargo, no es hasta el 14 de abril de 1994 cuando la Real Sociedad Canina de España reconoce al Perro Majorero, como raza canina autóctona.
Por diferentes motivos, entre otros el abandono del sector primario, o la introducción de razas caninas foráneas en la Isla, la raza majorera entra en un profundo declive, que la lleva al borde de su extinción. No existía ningún plan específico de cría y selección que cambiara el destino del Perro Bardino Majorero. También la especulación existente había mermado la calidad racial. Por estos motivos, se fundó la "Asociación para la Conservación del Perro Majorero" (ACPM), que nace como iniciativa de manos de  criadores, propietarios y aficionados, con el objetivo salvaguardar y fomentar la supervivencia del Perro Bardino Majorero. Algunos de sus objetivos, como comenzar a cimentar la afición por esta raza canina de nuevo en la isla de Fuerteventura, se está consiguiendo. La ACPM ha puesto en funcionamiento un plan de cría específico para la selección y mejora de Perros Majoreros. Una de sus líneas de trabajo han sido las campañas de cesión de cachorros entre sus socios y entre ganaderos para ser utilizados en las apañadas y repoblar la isla de ejemplares de buena calidad racial y genealogía conocida.

## Galería de imágenes

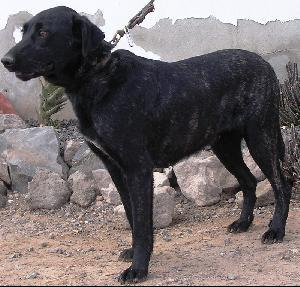
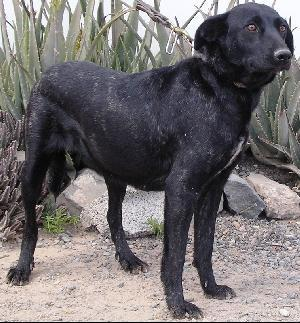
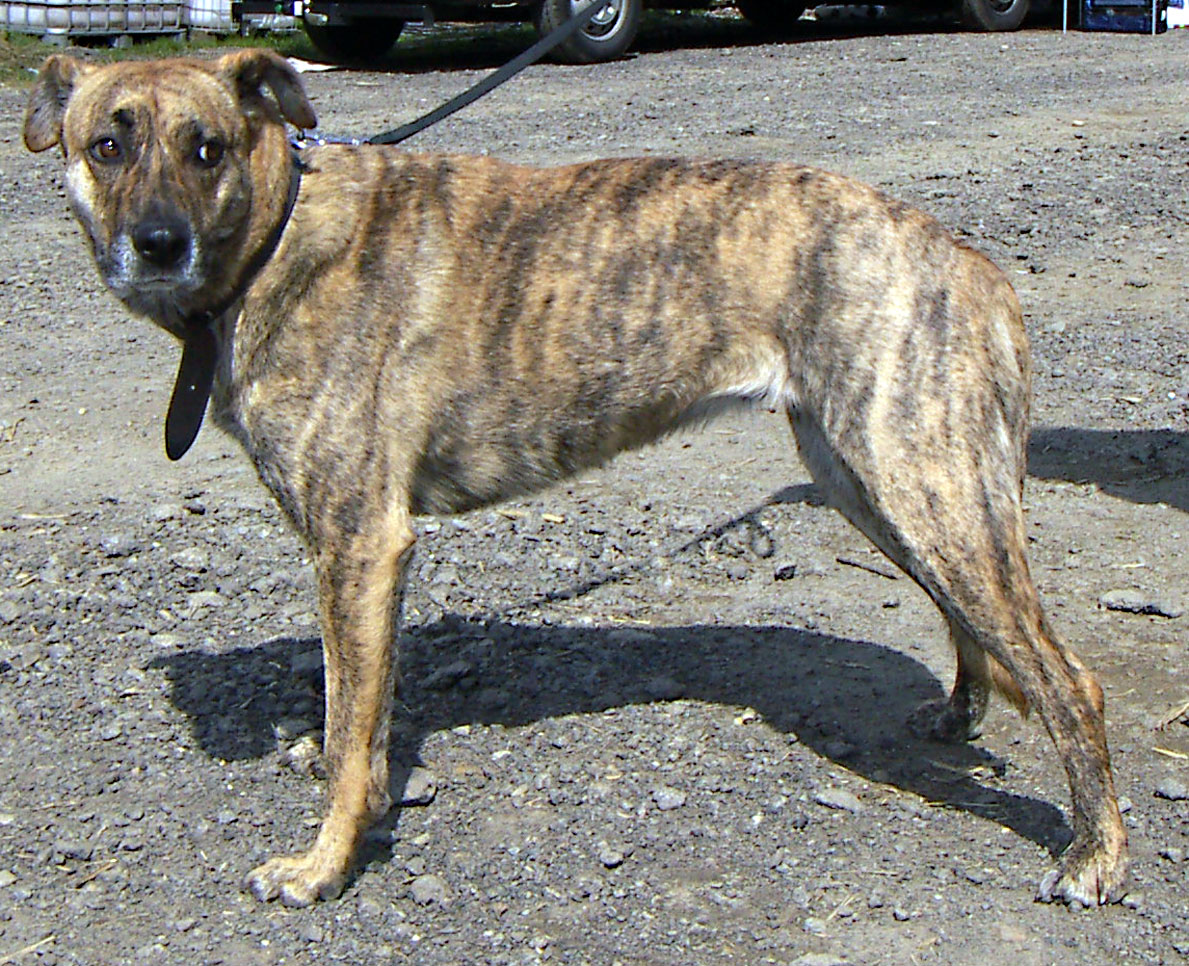